# Падение орлов
Падение орлов (англ. Fall of Eagles) — британский телесериал из 13 эпизодов, показанный на телеканале BBC с 15 марта по 7 июня 1974 года. Сериал охватывает исторический период с 1848 по 1918 год и рассказывает о падении правящих династий в Австро-Венгрии (Габсбурги), Германии (Гогенцоллерны) и России (Романовы).

## Краткий сюжет
Сериал рассказывает историю последних десятилетий существования трех великих империй, разрушенных историческими событиями. Каждая империя использовала орла в своей геральдике. Центральной темой являются последствия многовекового деспотизма с отсутствием социальных реформ и разрушительные последствия Первой мировой войны, которые привели к формированию революционных движений. Он начинается после революций 1848 года и продолжается до перемирия 11 ноября 1918 года, охватывая около 70 лет истории в 13 эпизодах. Повествование эпизодов перемещаются между тремя империями: Австро-Венгрией, Германией и Россией.

## Эпизоды

### 1. Вальс смерти
Франц Иосиф I является австрийским императором с 1848 года, но остается холостым пять лет своего правления. Его мать, эрцгерцогиня София, полна решимости сохранить линию Габсбургов и отдает предпочтение своей племяннице Елене как будущей императрице. Однако у Франца другие планы: он предпочитает 15-летнюю сестру Елены, Елизавету, на которой он женится. Она изо всех сил пытается справиться со своим новым положением императрицы Австрии, материнством и властной свекровью. Стремясь выделить часть своего собственного пространства, она возобновляет дружбу со своим старым венгерским наставником графом Майлатом. Её привязанность к его стране нежелательна при австрийском дворе.

### 2. Английская принцесса
В надежде на содействие либеральной и объединённой Германии королева Соединенного Королевства Виктория и принц Альберт устраивают выдачу своей старшей дочери Виктории замуж за принца Фридриха, сына Вильгельма I, короля Пруссии. Однако, несмотря на свою любовь к Фридриху и к их растущей семье, британская принцесса не готова к ограничениям своей новой жизни в Берлине. Её политически либеральные взгляды и влияние на мужа противоречат взглядам Отто фон Бисмарка и прусской доктрине железа и крови. Бисмарк завоевывает влияние на кайзера и удивляет Европу стремительными победами во время решающих австро-прусско-итальянской войны и франко-прусской войны.

### 3. Честный брокер
Поскольку Германия объединилась под властью Пруссии, Бисмарк стремится к стабилизирующему союзу с австрийцами и русскими через Союз трех императоров. В его планы входит влияние на внука кайзера, Вильгельма. В 1888 году Вильгельм I и его преемник Фридрих III умирают (год трёх императоров). Кайзер Вильгельм II быстро вступает на трон; Бисмарк вынужден уйти в отставку, когда его политика и политический стиль расходятся с политикой молодого императора. Стареющий канцлер ищет поддержки у Вики, но она отвергает его и винит его вмешательство в её отчуждении от сына.

### 4. Реквием по наследному принцу
30 января 1889 года в доме Габсбургов произошла трагедия: либеральный наследный принц Австро-Венгрии Рудольф и его молодая любовница, баронесса Мария фон Вечера, были найдены мертвыми в охотничьем домике Майерлинг в Венском лесу, в 24 км к юго-западу от столицы. Факт самоубийства очевиден. В Вене и в Майерлинге имперские чиновники умудряются скрыть события трагедии в Майерлинге, чтобы предотвратить массовый публичный скандал, вводящий в заблуждение императора и императрицу относительно истинной природы смертей. Письма Рудольфа и отчет профессора Видерхоффера наконец открывают королевской чете правду. Эпизод заканчивается известием об убийстве императрицы в 1898 году в Женеве.

### 5. Последний царь
Царь Александр III сомневается в способности своего сына и наследника Николая унаследовать российский престол. Того же опасается и молодой царевич. Несмотря на давний роман с петербургской балериной Матильдой Кшесинской и неодобрение матери по поводу его брачного выбора, он решает жениться на принцессе Алисе Гессен-Дармштадтской, и кажется, что выбор удачен. Во время путешествия Николая II по Германии его поддерживают в этом решении его родственники, в том числе его двоюродный брат кайзер Вильгельм, бабушка Алиса и стареющая королева Соединенного Королевства Виктория. Тем временем самодержавный консерватизм имперского правительства приводит к недовольству среди фабричных рабочих под эгидой Владимира Ленина.

### 6. Абсолютные новички
Николай II правит уже девять лет и отказывается делиться своей абсолютной властью с парламентом, к чему призывают социальные реформаторы. В это время живущий в Лондоне Ленин основывает свою собственную, более радикальную разновидность марксизма и маневрирует, чтобы отделить Российскую социал-демократическую рабочую партию и её газету «Искру» от своего главного соперника Юлия Мартова. Он сближается со Львом Троцким, и, несмотря на плохое здоровье, на II-ом съезде РСДРП Ленин пытается укрепить контроль. Один за другим умеренные и либералы оттесняются на второй план или исключаются, в результате чего партия раскололась на большевиков и меньшевиков. Встречаясь у могилы Карла Маркса, многие бывшие товарищи прощаются с ним.

### 7. Дорогой Ники
Николай II озабочен стачками и унизительной войной с Японией, постоянными непрошеными советами и подарками его кузена Вильгельма II и здоровьем своего единственного сына Алексея, больного гемофилией. Растущая волна недовольства среди рабочего класса Санкт-Петербурга приводит к убийству министра внутренних дел Плеве. Полиция жестоко разгоняет демонстрацию, возглавляемую полицейским шпионом и священником Георгием Гапоном. При разгоне гибнет много человек. Николай считает, что его люди по-прежнему верны ему, и сопротивляется переменам. Вильгельм пытается заключить союз с Россией. Николай, принимая во внимание помощь Германии, готов подписать его, но его министры настаивают, что сначала они должны рассмотреть вариант договора с Францией.

### 8. Назначение
Когда великого князя Сергея Александровича убивают, Николай II увольняет своего начальника полиции и считает Петра Рачковского подходящей заменой, хотя он кажется ненадежным и, по слухам, использует агентов-провокаторов. И Сергей Витте, и императрица Александра также серьёзно обеспокоены им и его методами, но по разным причинам. Тем не менее, поскольку волнения назревают, а память о Кровавом воскресенье все ещё свежа, он назначается после того, как добился дополнительных полномочий от царя. Николай делает некоторые уступки, включая создание Думы, поскольку Рачковский начинает использовать свои силы в смертельной чистке противников режима и революционеров в Санкт-Петербурге и за его пределами.

### 9. Генеральная репетиция
Британский король Эдуард VII посещает яхту Royal Russian, чтобы обсудить англо-русское соглашение. Тем временем министр иностранных дел России Александр Извольский начинает интриговать открытие Босфора для Черноморского флота, предпочитая доступ к Дарданеллам гарантиям суверенитета Сербии против Австрии на Балканах. Он быстро оказывается переигранным Алоизом фон Эренталем, когда Австрия быстро аннексирует турецкую территорию Боснии и Герцеговины, провоцируя Боснийский кризис. После этого, когда горе от поражения Японии все ещё свежо, Россия снова перехитрена и поставлена в неловкое положение дипломатическими интригами и силами за пределами её границ.

### 10. Бабье лето императора
Франц Иосиф опасается, что будущее Австро-Венгрии окажется в руках его настроенного на реформы племянника и предполагаемого наследника Франца Фердинанда, особенно из-за времени, которое он проводит с кайзером Вильгельмом II. Однако вскоре он получает известие об убийстве Франца Фердинанда и его жены Софии Хотек в Сараево. Поначалу он принимает «провидение» происходящего и отказывается от призывов мобилизовать армию и наказать Сербию. Однако кайзер быстро настаивает на немедленных и решительных действиях против Сербии, отвергая готовность и волю России, преуменьшая военную угрозу со стороны Франции и запуская цепочку событий, которая приводит к началу Первой мировой войны.

### 11. Скажи королю, что небо падает
Поскольку решимость и моральный дух русской армии резко падают, Николай II решает покинуть столицу, чтобы взять на себя личное командование армией, оставив Александру в качестве его глаз и ушей в Петрограде. Вскоре к нему присоединяется его сын Алексей, но его хрупкое телосложение вскоре приводит к новой угрозе здоровью. Александра, становясь все более непопулярной и неуверенной в себе, стала во многом полагаться на советы и лекарства целителя Григория Распутина, который также советует императрице, какие религиозные люди должны быть в правительстве. В результате министром назначается Александр Протопопов, но его некомпетентность заставляет других политиков, таких как Михаил Родзянко и Александр Трепов, разрабатывать планы перемен.

### 12. Тайная война
Поскольку Первая мировая война продолжается, кайзер Вильгельм II, уставший от своих обязанностей, позволяет Людендорфу, Гинденбургу, адмиралу фон Хольцендорфу и Бетману-Гольвегу предлагать более рискованные стратегии для «полной победы» (например, неограниченную подводную войну против нейтрального судоходства). Теперь, когда Распутин мертв, Александр Керенский провоцирует открытое восстание в Думе, которая поддерживает его настойчивое требование отречения царя. Кайзер, опасаясь создания «большевистского врага», неохотно разрешает Ленину и его соотечественникам проехать через Германию из ссылки в Швейцарии. С помощью Александра Парвуса Ленин и его единомышленники наконец возвращаются на родину, в Петербург.

### 13. Конец игры
Теперь, когда Франц Иосиф мертв (его наследником стал его внучатый племянник Карл I), а Романовы казнены большевиками, кайзер Вильгельм II практически остался единственным оставшимся орлом. Немецкие войска движутся на запад от теперь уже мирного российского фронта, но весеннее наступление терпит неудачу, а союзники добились неожиданных успехов во Франции и Бельгии. Оптимизм Вильгельма относительно боевой воли его солдат не полностью разделяется Генеральным штабом, особенно из-за отчаянной эрозии тыла. Двоюродный брат Вильгельма, Максимилиан, становится канцлером в знак уступки реформам, но это только ускоряет шумиху о переменах. Немецкая революция 1918 года наконец вынуждает кайзера отречься от престола, и он бежит в изгнание в Нидерланды.

## В ролях

### Австро-Венгрия
- Памела Браун — София Баварская, эрцгерцогиня
- Майлз Андерсон — Франц-Иосиф I
- Лоуренс Нейсмит — Франц Иосиф I в старости
- Дайан Кин — Елизавета Баварская, императрица Австрии
- Рэйчел Герни — Елизавета Баварская в старости
- Шандор Элес — Граф Андраши
- Энн Пенфолд — Хелен, старшая сестра Элизабет
- Дональд Джи — граф Майлат
- Кэтлин Майкл — принцесса Хильдегарда Баварская
- Ноэль Фредерикс — помощник Франца Иосифа
- Эмрис Джеймс — Граф Тааффе
- Энтони Ньюлендс — Филипп Кобургский
- Джеймс Коссинс — граф Джосл Ойос
- Фрэнк Уайли — комиссар полиции Горуп
- Сьюзан Трейси — наследная принцесса Стефани, жена Рудольфа
- Ирен Гамильтон — баронесса Мария фон Вечера
- Розамунда Гринвуд — фрейлейн фон Ференци, служанка Елизаветы
- Кеннет Бенда — профессор Вайдерхоффер, королевский врач
- Карлтон Хоббс — аббат Грюнбек
- Майкл Шеард — Лошек, камердинер принца Рудольфа
- Патрик Дуркин — Братфиш
- Вернон Добчефф — граф Стукау, дядя графини Ветсеры
- Дэвид Нил — Балтацци
- Олаф Пули — президент полиции Барон Краусс
- Леон Лиссек — агент полиции Байер
- Джон Херрингтон — начальник станции
- Питер Харкорт-Браун — егерь
- Нора Суинберн — Катарина Шратт
- Питер Вудторп — Франц Фердинанд
- Т. П. Маккенна — граф Конрад фон Хётцендорф
- Майкл Макстей — граф граф Монтенуово
- Невилл Барбер — граф Паар
- Питер Копли — Бетман-Холлвег
- Джордж Меррит — Кеттерл
- Роберт Тайман — первый адъютант
- Иэн Рикеттс — второй адъютант
- Ноэль Дэвис — посол Австрии (граф Сегьени)
- Брайан Хоксли — сэр Артур Николсон
- Рой Макартур — эрцгерцог Карл
- Хизер Пейдж — эрцгерцогиня Цита
- Клайд Поллитт — Коттвиц
- Мелани Пек — горничная
- Джей Нилл — Хеллер

### Германская империя
- Джемма Джонс — Виктория Саксен-Корубрг-Готская
- Морис Денхэм — Вильгельм II
- Адам Канлифф — Вильгельм II в молодости
- Барри Фостер — Вильгельм II в старости
- Валери Филлипс — Августа Виктория, жена Вильгельма II
- Денис Лилл — Фридрих III
- Бэзил Хенсон — Хельмут Мольтке
- Джеффри Чейтер — принц Карл Прусский
- Роджер Хэммонд — принц Альбрехт Прусский
- Перлита Нилсон — молодая королева Виктория
- Фрэнк Торнтон — принц Альберт
- Энтони Рой — доктор Мартин
- Энтони Каррик — доктор Вегнер
- Сандра Кларк — Уолли
- В титрах не указан — императрица Августа
- Курт Юргенс — Отто фон Бисмарк
- Фредерик Ягер — Гольштейн
- Джон Баркрофт — Филипп цу Эйленбург
- Дэвид Маккейл — Маккензи, врач
- Мариус Горинг — Пауль фон Гинденбург
- Майкл Бейтс — Эрих Людендорф
- Гриффит Джонс — Пауль Хинц
- Лоренс Харди — Максимилиан Баденский
- Колин Бейкер — Вильгельм (кронпринц Прусский)
- John Robinson — адмирал Георг Александр фон Мюллер
- Джеффри Тун — Вильгельм Грёнер
- Эрик Читти — Георг фон Гертлинг
- Peter Schofield — Фридрих Эберт
- Кевин Бреннан — граф Бентик
- Джон Крофт — сержант

### Российская империя
- Гейл Ханникат — Александра Фёдоровна
- Чарльз Кей — царь Николай II
- Джон Сандерсон — Николай в молодости
- Марта Нэрн — Ольга
- Хетти Бэйнс — Татьяна
- Прю Кларк — Мария
- Пиппа Викерс — Анастасия
- Пирс Флинт-Шипман — царевич Алексей
- Патрик Стюарт — Владимир Ильич Ульянов (Ленин)
- Линн Фарли — Надежда Крупская
- Фредди Джонс — Сергей Витте
- Ян Франциск — Матильда Кшесинская
- Тони Джей — Александр III
- Урсула Хауэллс — Мария Фёдоровна
- Дэвид Коллингс — Павел Милюков
- Айла Блэр — Великая княгиня Елизавета Фёдоровна
- Роберт Браун — Великий князь Сергей Александрович
- Джон Найтингейл — Великий князь Сергей Михайлович
- Говард Роулинсон — Константин I
- Мэвис Эдвардс — королева Виктория
- Кевин Стоуни — Иоанн Кронштадтский
- Дензил Эллис — Виктор Валь
- Лейла Харт — певица
- Брюс Пёрч — фон Плеве
- Эдвард Уилсон — Мартов
- Майкл Китчен — Троцкий
- Мэри Уимбуш — Засулич
- Джон Рис-Дэвис — Зиновьев
- Пол Эддингтон — Плеханов
- Питер Уэстон — Бауман
- Дэвид Фридман — Либер
- Джулиан Фокс — Тупуридзе
- Раймонд Уитч — Мартынов
- Свандис Йонс — Мария Александровна Ульянова
- Роберт О’Махони — Красиков
- Кеннет Колли — Георгий Гапон
- Питер Дайнли — Бюлов
- Джон Тернер — принц Мирский
- Джон Уэлш — архиепископ
- Роберт Киган — Иван Фуллон
- Михаил Голден — Путилов
- Рой Сэмпсон — Генерал Алексей Данилов
- Дэвид Додимид — Коковцев
- Джеймс Меллор — Курапаткин
- Джон Куармби — Ламбсдорф
- Алан Хоккей — Доктор
- Глинн Томас — пресс-секретарь
- Эйлин Хелсби — Мать
- Роджер Нотт — секретарь
- Джон Сурман — секретарь
- Майкл Брайант — Рачковский
- Дэвид Свифт — Трепов
- Джон Стрэттон — Гессен
- Дэвид Додимид — Александр Хвостов
- Виктор Виндинг — Азефф
- Питер Пратт — певец
- Рио Фаннинг — истец
- Арнольд Питерс — клерк
- Майкл Коттерилл — камердинер де камердинер
- Питер Джолли — помощник царя
- Десмонд Каллум-Джонс — сержант полиции
- Джон Бердмор — инспектор полиции
- Пол Хейли — медалист-сержант
  - Питер Вон — Извольский
  - Дерек Фрэнсис — Эдвард VII
  - Джон Беннетт — Клемансо
  - Джон Моффат — Аэренталь
  - Фрэнк Миддлмасс — Столыпин
  - Эндрю Кейр — Уикхэм Стид
  - Ширли Диксон — мадам Извольская
  - Том Криддл — сэр Эдвард Грей
  - Эд Деверо — Пурталес
  - Гайдн Вуд — офицер
  - Питер Уитакер — секретарь
  - Майкл Олдридж — Григорий Распутин
  - Чарльз Грей — Родзянко
  - Джон Филлипс — великий князь Николай
  - Найджел Сток — генерал Алексеев
  - Хью Бёрден — Протопопов
  - Фрэнк Миллс — Трепов
  - Розали Кратчли — Мишен
  - Энн Кастл — Элла
  - Мириам Маргулис — Анна Вырубова
  - Аликс Криста — Мария Головина
  - Энтони Коллин — Манус
  - Барбара Кио — Барбара (Яковлева)
  - Майкл Гоф — Гельфанд
  - Том Конти — Глазков
  - Джим Нортон — Керенский
  - Малкольм Террис — Мечислав Броньский-Варшавский
  - Эсмонд Найт — генерал Рузский
  - Алан Каллен — адмирал Хеннинг фон Хольцендорф
  - Бэзил Кларк — Петр Войков
  - Рональд Гови — Чхеидзе
  - Джон Рэй — князь Львов
  - Том Кемпински — солдат-большевик
  - Изабель Стэнтон — социалистическая эмигрантка

## Критический приём
На сайте IMDb рейтинг составляет 8,1/10 на основе 631 оценки.
В одном положительном обзоре сериала говорится: «Этот амбициозный сериал очаровывает зрителей, изображая годы революции, в которой медленно распадаются хорошо сцементированные монархии Центральной и Восточной Европы. Однако сериал не привносит никаких чувств к королевской семье или происходящим событиям после его краха».